# 玉井らん
玉井 らん（たまい らん、1996年3月26日 - ）は、日本の女優、モデル。神奈川県出身。Takanoプロモーション所属。

## 出演

### テレビドラマ
- ごめん、愛してる 第1話（2017年7月9日、TBS）
- コウノドリ（2017年10月 - 12月、TBS） - 風間郁 役
- 明日の君がもっと好き 第6話（2018年3月3日、テレビ朝日） - 野田灯里 役
- 花のち晴れ〜花男 Next Season〜（2018年4月 - 6月、TBS） - 北條美園 役
- 新宿セブン 第7話（2018年11月25日、テレビ東京）
- プリティが多すぎる 第8話・第10話（2018年12月7日・21日、日本テレビ） - えみり 役
- ストロベリーナイト・サーガ 第7話（2019年5月23日、フジテレビ） - 志村恵美 役[1]
- インハンド 第8話（2019年5月31日、TBS）
- みをつくし料理帖スペシャル 後編（2019年12月21日、NHK総合） - 遊女 役
- 病室で念仏を唱えないでください　(2020年1月-3月、TBS) - 山口 恵 役
- 病室で念仏を唱えないでください〜サトリ研修医・田中玲一〜 第9話（2020年3月13日、Paravi） - 山口恵 役[2]
- 働かざる者たち 第5話（2020年9月24日、テレビ東京）[3] - キャバ嬢 役
- 書類を男にしただけで（2020年10月11日、TBS） - 進行 役
- そのご縁、お届けします～メルカリであったほんとの話～ 第3話（2020年11月18日、MBS） - 竜也の妹 役
- 警視庁強行犯係 樋口顕 第4話・第5話（2021年2月5日・12日、テレビ東京）  - 松山レミ 役
- 警視庁強行犯係 樋口顕 憐情（2022年2月7日） - 松山レミ 役
- オー!マイ・ボス!恋は別冊で 第9話（2021年3月9日、TBS） - 宝来麗子が移籍した部署のOL 役
- 探偵☆星鴨 第2話（2021年5月4日、日本テレビ）
- ハコヅメ〜たたかう！交番女子〜 第2話（2021年7月14日、日本テレビ）
- ＃家族募集します 第7話（2021年9月10日、TBS）
- 白い濁流 第6話（2021年9月26日、NHK BSプレミアム）
- とにかく婚姻届けに判を捺したいだけですが 第1話（2021年10月19日、Paravi）
- 婚活探偵 第2話（2022年1月15日、BSテレビ東京）
- ドクターホワイト 第2話（2022年1月24日、フジテレビ）
- おいハンサム!! 第5話・第6話（2022年2月5日・12日、東海テレビ/フジテレビ） - 大倉きよ 役
- 内田康夫サスペンス 浅見光彦 軽井沢殺人事件（2022年2月28日、テレビ東京） - 久条亜矢子 役
- 元彼の遺言状 第1話（2022年4月11日、フジテレビ） - 森川栄治の元カノ 役
- オールドルーキー 第2話・第3話（2022年7月3日・17日、TBS） - 大石 役
- テッパチ! 第10話（2022年9月7日、フジテレビ） - 深月 役
- 最果てから、徒歩5分 第3話（2022年10月22日、BSテレビ東京） - 相原夏子 役[4]
- 花嫁未満エスケープ 完結編 第1話・第2話（2023年1月7日・14日、テレビ東京）  - 小西まどか 役[5]
- ワタシってサバサバしてるから 第6話（2023年1月17日、NHK）
- それでも結婚したいと、ヤツらが言った。 第3話・第4話（2023年1月19日・26日、テレビ東京） - 水谷琴葉の母 役
- 夕暮れに、手をつなぐ 第3話・第4話（2023年1月31日・2月7日、TBS） - デザイナーアシスタント 役
- おもかげ（2023年3月27日、NHK BS4K） - 女性社員 役
- 往生際の意味を知れ! 第5話（2023年4月5日、MBS/TBS） - 美智（若い頃） 役
- ばらかもん 第1話　(2023年7月、フジテレビ)　– 書道家 仲間 役
- やわ男とカタ子 第1話 (2023年8月、テレビ東京)　– 女友達 役
- ハイエナ　第6話　(2023年11月、テレビ東京) – 秘書役
- セクシー田中さん　第6話 (2023年11月、日本テレビ) – 社員 役
- 東京貧困女子。 第3話・6話 (2023年12月 WOWOW) - 高坂美咲 役[6]
- 商店街のピアニスト 永遠の調べ 第9話・10話 (2023年12月 BS松竹東急)　– 峰岸亜希子 役
- 蜜と毒（2024年1月11日 - 、BSテレビ東京） - 中井奈緒 役[7]
- これから配信はじめます　4話　(2024年3月 テレビ東京) - 早乙女綾子 役
- アイのない恋人たち　9話　(2024年3月 ABC・テレビ朝日) – 新婦 役
- 連続テレビ小説　虎に翼　10～14話 (2024年 4月 NHK) - 女給 役
- 社内処刑人〜彼女は敵を消していく〜 第2話 - （2024年4月26日 - 、関西テレビ） - 万波正子 役[8]
- Shrink(シュリンク)―精神科医ヨワイ―3話 (2024年 9月 NHK)– バーの店員 役
- Qrosの女 スクープという名の狂気 第4話（2024年10月28日、テレビ東京） - クリニック受付 役[9]
- 旅人検視官 道場修作 第3弾 鹿児島県・指宿温泉殺人事件（2024年12月7日、BS日テレ） - 中村千明 役[10]
- 離婚弁護士 スパイダー Season2 〜偽りと裏切り編〜 第1話 - 第3話（2025年2月8日 - 22日〈予定〉、日本テレビ） - 桜井梓 役[11]
- 法廷のドラゴン 第5話（2025年2月14日、テレビ東京） - 忍野綾芽 役[12]
- 特捜9 final season 第2話（2025年4月16日、テレビ朝日） - 長谷部恵奈 役[13]
- キャスター 第8話（2025年6月1日、TBS） - お天気キャスター 役[14]
- 最後の鑑定人 第2話（2025年7月16日、フジテレビ） - 片岡恭子 役[15]
- 能面検事 第2話（2025年7月18日、テレビ東京） - 須磨菜摘 役[16]

### 映画
- お父さん、チビがいなくなりました（2019年5月） - ミヨン 役
- 夜を走る（2022年5月13日） - 橋本理沙 役

### テレビ番組
- 痛快TV スカッとジャパン #126（2018年5月、フジテレビ） - 田所亜美 役

### CM・WEBCM
- 雪印コーヒー みんなで祝う55年！いくぞ55！「Now&Then 人は昔から知っている」篇（2018年5月）
- ファンケル「内脂サポート」（2018年5月）
- DHC「濃厚うるみカラーリップクリーム」（2018年10月）
- 特許庁「平成30年度コピー商品撲滅キャンペーン」（2018年11月）
- ポケモンカード（2018年12月）
- 読売新聞オンライン「あふれるもっと」篇「三者三様」篇 （2019年2月）
- TikTok 「バレンタインデー短編映画」（2019年2月） - 夕子 役
- TBSテックス「GO FOR IT!」～目標に向かって突き進め～（2019年3月） - 加代 役
- デイリーヤマザキ「中華まん」篇「ベストセレクションシリーズ」篇（2019年9月）
- FMVブランドムービー「MOBILE」篇（2019年10月）
- 高砂熱学工業「空気の精」篇（2020年4月）
- USEN「USEN IoT PLATFORM」（2020年9月）
- アベンヌウォーター（2020年9月）
- mineo「mineoでフリータンク＆キャンペーン」（2020年10月）
- 味の素「食べる、眠る、運動する」篇（2020年11月）
- JINRO「チャミスルポッ」（2021年6月）
- 資生堂 マキアージュ ショートフィルム「Touching」（2021年9月）
- 八海山 あまさけ「おうちであまさけアレンジやってみた」（2021年9月）
- ダイハツ タフト「トクベツな毎日」篇（2021年11月）
- クリニエンス ヘアメイク編（2021年11月）
- 日本マクドナルド チキンタツタ テレビCM「ウルトラうまい」篇 チキンタツタ WEBムービー「会社員の祈り」篇（2022年4月）
- 三越伊勢丹×東京国立博物館コラボレーションギフト　ショートムービー（2022年6月）
- JALで行く東京ディズニーリゾート（2022年6月）
- 丸亀製麺「丸亀うどん弁当」（2022年7月）
- e-SUUMOリアル大会「なぞって検索」篇（2022年8月）
- コリコレ鍋シリーズ「新登場」篇 （2022年12月）[17]
- しまむら「キレイ宣言！菌とニオイにWで働く、しまむらのWデオドラントインナー、シャツ」（2023年3月）
- ALSOK TVCM「なにできる？篇」（2023年4月）
- 池田模範堂 TVCM『ムヒメタレス』(2023年4月)
- JTB WEBCM『タビタミン足りてますか？ 海外旅行篇』(2023年5月)
- 大和コネクト証券 WEBCM『まいにちNISA』(2023年4月)
- 網屋 サイバーセキュリティ (2023年11月)
- スズキ 大決算 2024 TVCM (2024年2月)
- ほけんの窓口『空飛ぶアンミカさん』篇 (2024年2月)
- しまむら WEBCM『Wデオドラントインナー』カフェ篇/オフィス篇/妻のひとこと篇 (2024年2月)
- chocoZAP(チョコザップ) TVCM『女性ミニマリスト篇』・キーヴィジュアル　(2024年4月)
- PwCコンサルティング WEBCM『パートナーへのキャリア相談』ヤマモト役 (2024年5月)
- ハイアール『XDシリーズ』 キーヴィジュアル・WEBCM　 (2024年9月)
- 味の素 スープDELI🄬『ランチローテーション』篇 TVCM　(2024年10月)
- LINE Pay 10年間、ありがとう スペシャルムービー　(2024年11月)
- マリッサリゾート サザンセト周防⼤島「こんなリゾートあったんだ！冬編」 (2025年1月)
- アラガン・エステティックス GF＆WEBCM　(2025年3月)

### 雑誌
- 広告（2017年2月号、博報堂） - 豆腐アイドルとして掲載
- 広告（2017年4月号、博報堂） - 豆腐アイドルとして掲載
- MAQUIA（2017年12月号、集英社）
- 広告（2018年2月号、博報堂） - 豆腐アイドルとして掲載
- 週刊プレイボーイ（2018年10月、集英社）[18]

### モデル
- 高砂熱学工業（2018年4月） - 社会貢献ポスターモデル
- SK-II（2019年4月）
- Zoff Magazine WEBモデル（2019年9月）
- UNIQLO「ユニクロ/フリースルームセット」（2019年12月）

### MV
- 豆腐アイドル・木村豆富店「恋の豆腐メンタル」（2017年1月）
- 豆腐アイドル・木村豆腐店「君は麻婆」（2018年1月）
- 豆腐アイドル・木村豆腐店「杏仁キッスはゼロカロリー」（2018年7月）
- 데카당（DECADENT） - 「링구(Lingu)」
- Niiisan's「君という花、そして僕は夢を見る」（2020年2月） - ヒロイン
- 大野雄大（from Da-iCE）「愛した人」（2022年12月） - ヒロイン

### 舞台
- 気まずいっ‼～心が痛くなるスケッチ集～（2017年5月、築地ブディストホール）